# Patterson Heights, Pennsylvania
Patterson Heights là một thị trấn thuộc quận Beaver, tiểu bang Pennsylvania, Hoa Kỳ. Năm 2010, dân số của thị trấn này là 636 người.